# Terradelles (Vilademuls)
Terradelles és un poble del municipi de Vilademuls (Pla de l'Estany)) que havia pertangut a la Baronia de Vilademuls i a la vegueria de Besalú.
És situat sobre un turonet a la ribera esquerra del riu Sinyana, a 21 km de Girona i a 105 metres sobre el nivell del mar.
Els principals elements d'interès són la seva església de Sant Martí, bastida el segle XVIII, i la masia gòtica de Can Ros.
La primitiva església parroquial de Sant Martí era ubicada al veïnat d'el Vilar, posteriorment traslladada al nucli del poble. Llavors l'església del Vilar va passar a l'advocació de Sant Andreu, però a primers del Segle XX ja era enrunada.